# Eiré
Eiré (llamada oficialmente San Xulián de Eiré) es una parroquia española del municipio de Pantón, en la provincia de Lugo, Galicia.

## Límites
Limita con las parroquias de Vilar de Ortelle y San Vicente de Castillón al norte, Castillón, Ferreira y Deade al este, Seguín al sur y Atán al suroeste.

## Organización territorial
La parroquia está formada por dieciséis entidades de población:

### Entidades de población
Entidades de población que forman parte de la parroquia:
- Barrio (O Barrio)
- Casanova (A Casanova)
- Costa (A Costa)
- Faramontaos
- Ferreiroá
- Freixedo
- Guítara
- Morá (A Morá)
- Mosteiro (O Mosteiro)
- Nadal
- Pedragude
- Ramos
- Rodiz
- San Xulián
- Santa Mariña (A Santa Mariña)

### Despoblado
Despoblado que forma parte de la parroquia:
- Estrada (A Estrada)

## Demografía
| Gráfica de evolución demográfica de Eiré entre 2000 y 2020 |
|                                                            |
| Datos según el nomenclátor publicado por el INE.           |

## Patrimonio
Destaca la iglesia románica de San Miguel de Eiré, declarada Bien de Interés Cultural.